# Valle de Tempe
Tempe (en griego: Τέμπη, pronunciación clásica: Témpē; moderna: Témbi) es un valle de Grecia situado en la región de Tesalia, unos 35 kilómetros al noreste de Larisa. Se encuentra entre los montes Olimpo —al norte— y Osa —al sur—  enmarcado en un desfiladero por donde discurre la cuenca inferior del río Peneo.
La denominación de Tempe tradicionalmente designa la sección inferior del valle, de unos 10 km en donde el Peneo antiguamente formaba una laguna y en la actualidad forma un pequeño delta antes de desembocar en el golfo Termaico del mar Egeo. Entre las principales localidades del valle destacan Gonni y Omolio.
El pequeño valle aún mantiene su notable atractivo paisajístico, al que se añade un importante centro religioso: la iglesia de Agia Paraskevi (santa Parasceva de Roma), situada al lado de una pequeña cueva y próxima a dos manantiales, a la cual acuden muchos peregrinos principalmente en la fecha del 26 de julio.
En la actualidad el Tempe es cruzado por la ruta nacional griega n.º 1 (Eurorruta 75) y, mediante un importante túnel construido en el año 2004, por la línea de ferrocarril que comunica Salónica con Atenas.
Modernamente se le llama Licóstomo (boca de lobo).

## Historia
Durante la segunda guerra médica (480 a. C.), ante la inminencia de la invasión de Jerjes, los griegos enviaron una fuerza para defender el paso de Tempe y bloquear la entrada en Tesalia, pero al enterarse de que los persas podían utilizar otro paso montañoso distinto para efectuar su entrada, decidieron volver y bloquear el paso de las Termópilas, situado a la salida de Tesalia.
El valle del Tempe era el principal paso entre Macedonia y la Grecia meridional razón por la cual el rey Perseo lo hizo guarnecer con fortificaciones en el 171 a. C. Así, estaba defendido en cuatro lugares: en Gonos, en Cóndilo, en Carax y en la zona más estrecha del valle.

## Mitología
La génesis u orografía del valle del Tempe era atribuida por los antiguos griegos a un movimiento sísmico provocado por Poseidón. Sin embargo dada su especial fertilidad el valle estaba consagrado al dios Apolo y a las musas, motivo por el cual los habitantes de Delfos recogían en este valle los laureles —considerados sagrados— para realizar las «láureas» o coronas que se daban a los triunfadores en los juegos Píticos. Por otra parte, la mitología griega, además de considerar que Apolo fue a Tempe para perseguir a la serpiente Pitón o para purificarse de su muerte, ubicaba en Tempe el mito de Aristeo y Eurídice.

## Literatura
El lugar aparece descrito en las obras de Teopompo, Eliano y en la Historia natural de Plinio el Viejo, y su belleza fue celebrada por Virgilio en sus Églogas, y, sobre todo, en sus Geórgicas. Evocando a Virgilio, los escritores románticos y neoclásicos de los siglos siglo XVIII y XIX utilizaron la palabra «tempe», de forma retórica, como sinónimo de lugar bucólico, feraz y ameno.

## Otros lugares
- Otros valles han llevado el nombre de Tempe, como el valle del río Heloros en Sicilia[14] y el valle del río Velino, cerca de Rieti.[15]
- Se ha denominado y en ocasiones se sigue denominado poéticamente Tempe Argentino al Delta del Paraná.[16]
- También —y siempre evocando al valle griego— recibe el nombre de Tempe una ciudad próxima a Phoenix en Arizona.

## Galería

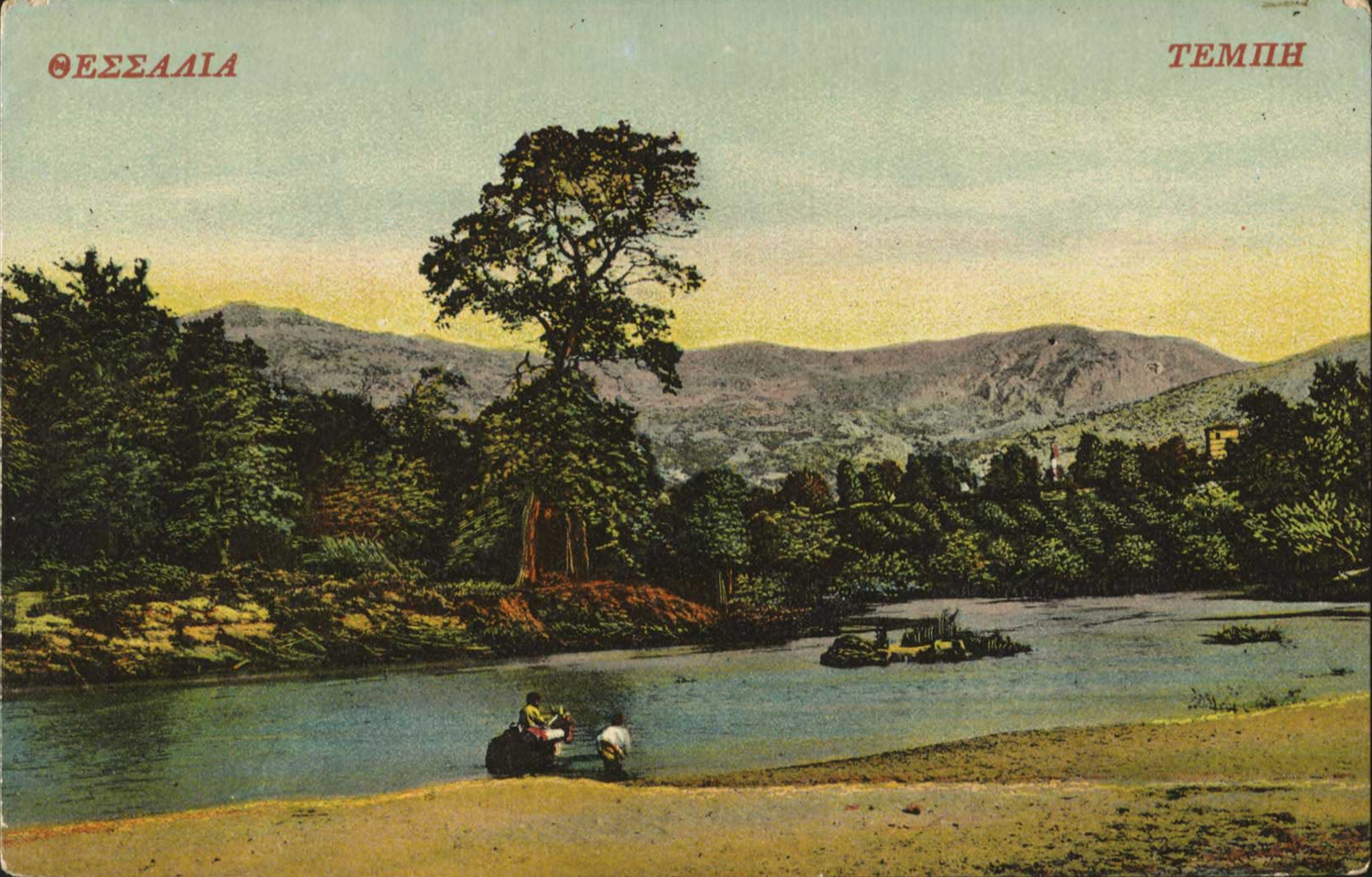
El río Peneo a su paso por el valle del Tempe en una antigua postal
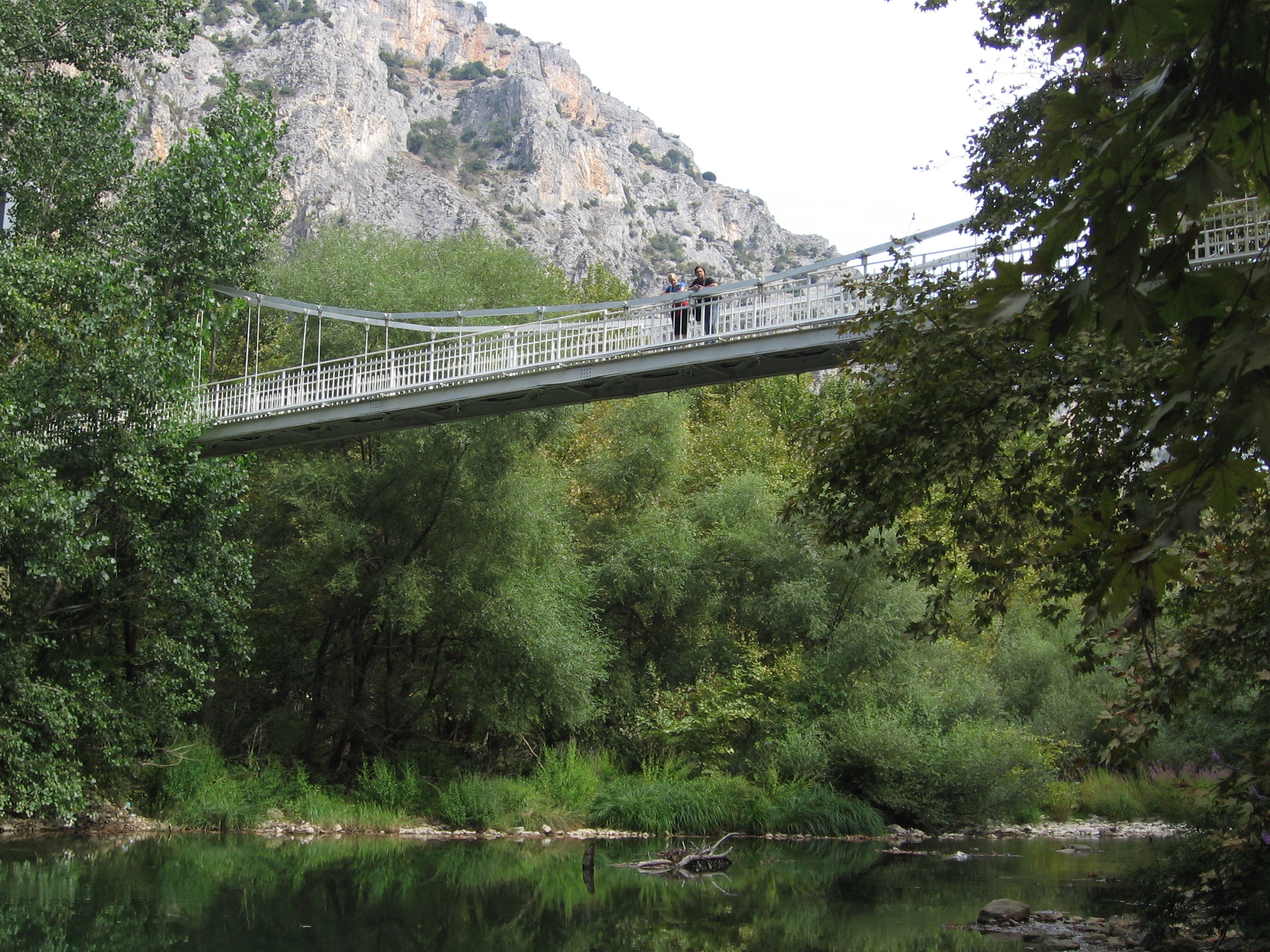
Puente colgante de acceso al monasterio
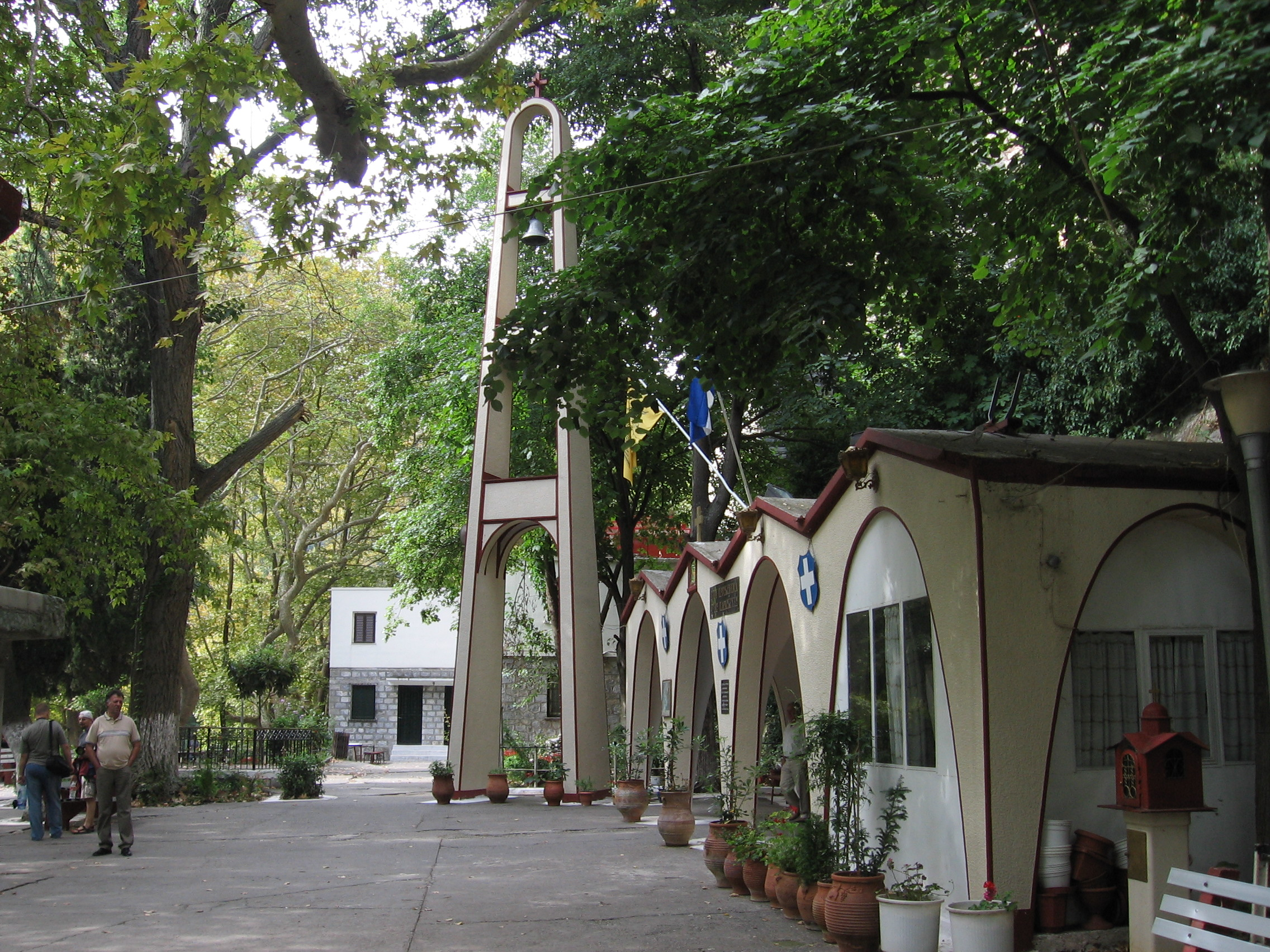
Monasterio de Agia Paraskevi